# Bistum Chimoio
Das Bistum Chimoio (lat.: Dioecesis Cimoianus) ist eine in Mosambik gelegene römisch-katholische Diözese mit Sitz in Chimoio. 

## Geschichte
Das Bistum Chimoio wurde am 19. November 1990 durch Papst Johannes Paul II. mit der Apostolischen Konstitution Quod vehementer aus Gebietsabtretungen des Erzbistums Beira errichtet und diesem als Suffraganbistum unterstellt.

## Bischöfe von Chimoio
- Francisco João Silota MAfr, 1990–2017
- João Carlos Hatoa Nunes, 2017–2022, dann Koadjutorerzbischof von Maputo
  - Sedisvakanz seit 15. November 2022